# Camponotus placidus
Camponotus placidus är en myrart som först beskrevs av Smith 1858.  Camponotus placidus ingår i släktet hästmyror, och familjen myror. Inga underarter finns listade.